# Poľný Kesov
Poľný Kesov (in ungherese Mezőkeszi) è un comune della Slovacchia facente parte del distretto di Nitra, nella regione omonima.